# 江蘇河流列表
江蘇河流列表，列舉全部或部分在江蘇省、上海市境內的河流，並依照流域排列；支流則由河口至源頭排序。位於上海及其他省份境內的河道會特別註明，未註明者表示位於江蘇境內。

## 長江水系
- 長江：跨省市河流。
  - 黃浦江：位於上海境內。
    - 吳淞江：跨省市河流，下游位於上海境內。
      - 太湖，跨省湖泊，南岸為江蘇、浙江邊界。
        - 太浦河（分流入泖河－斜塘－橫潦涇－黃埔江）

    - 大泖港－上海塘：跨省市河流，下游位於上海境內，上游位於浙江境內。
    - 橫潦涇：位於上海境內。
      - 大蒸港－紅旗塘：跨省市河流，下游位於上海境內，上游位於浙江境內。
      - 斜塘－泖河－攔路港－淀山湖：位於上海境內。
        - 太浦河（太湖分流）：跨省市河流，下游位於上海境內。

  - 江南運河
  - 滁河：跨省河流，上游位於安徽境內。
  - 秦淮河

## 長江、淮河間諸河流
- 東台河
- 新洋港
- 射陽河

## 淮河水系
- 蘇北灌溉總渠（洪澤湖分流）
- 淮河入海水道－洪澤湖－淮河：跨省河流。
  - 洪澤湖
    - 蘇北灌溉總渠（分流入海）
    - 淮沭新河（分流入新沂河）
    - 淮河入江水道（分流入長江）
    - 安河：跨省河流，中游位於安徽境內。
    - 濉河：跨省河流，上游位於安徽境內，中游兩度成為江蘇、安徽界河。
      - 奎河：跨省河流，下游位於安徽境內。

    - 淮河：跨省河流

## 淮河以北諸河流
- 廢黃河
- 灌河
- 新沂河
  - 沭河：跨省河流，上游位於山東境內。
  - 駱馬湖
    - 沂河：跨省河流，上游位於山東境內。
    - 韓莊運河
      - 南四湖：跨省湖泊，南岸為江蘇、山東邊界。
- 新沭河：跨省河流，上游位於山東境內。
  - 薔薇河